# 汉口租界

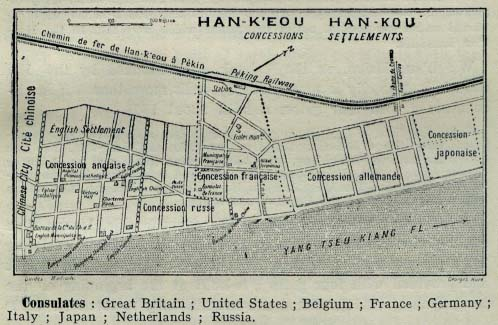
1912年的汉口租界，从左至右：英、俄、法、德、日

汉口租界，也称汉口五国租界。甲午战争以前只有一个汉口英租界（1861年）；在甲午战争之后的数年间增加了4个（法、日、俄、德），形成5国租界沿江岸排列的局面（1898年-1917年），租界数目仅次于天津。
1917年汉口德租界被北洋民国政府收回，1924年汉口俄租界被北洋民国政府收回，1926年汉口英租界被国民党北伐军国民革命政府收回。1943年汪精卫政府名义上收回汉口法租界和汉口日租界。抗战胜利后，法租界，日租界被正式收回。
汉口租界对于武汉的风气开化、张之洞的治理湖广产生重要影响。